# Melitta mongolica
Melitta mongolica is een vliesvleugelig insect uit de familie Melittidae. De wetenschappelijke naam van de soort is voor het eerst geldig gepubliceerd in 1978 door Wu.